# 國立中山大學工學院
國立中山大學工學院（英語：College of Engineering, National Sun Yat-sen University），是國立中山大學的10所學院之一。建院以來為重工業大城高雄市輸送大批人才，並結合南部科學工業園區、高雄軟體科技園區制定發展方向。

## 沿革
- 1980年，國立中山大學電機工程學系（學士班）。
- 1981年，國立中山大學材料科學研究所（碩士班）。
- 1982年，國立中山大學機械工程學系（學士班）。
- 1983年，國立中山大學機械工程學系（碩士班）。
- 1984年，國立中山大學工學院；電機工程學系（碩士班）。

## 校園

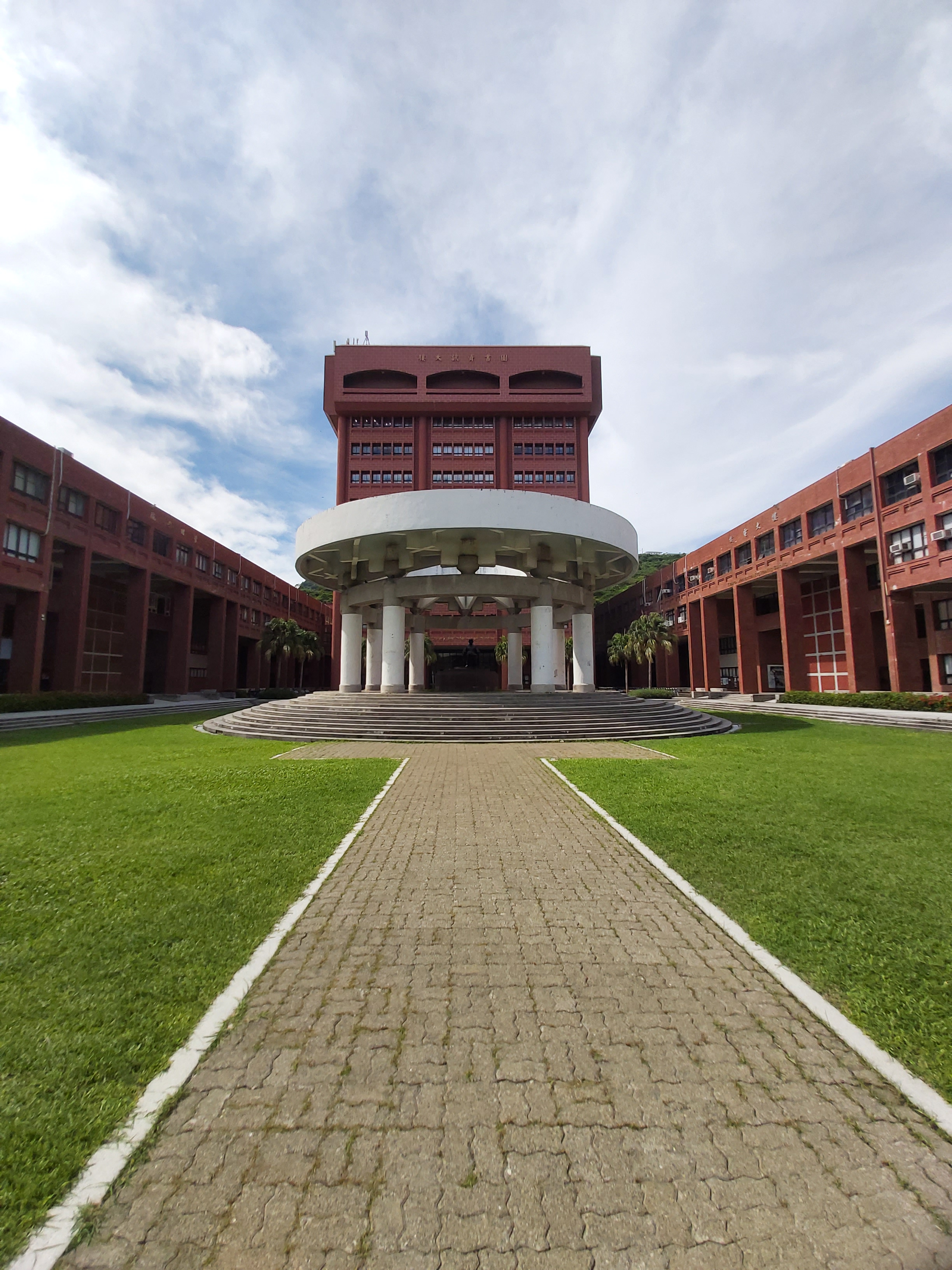
國立中山大學西子灣校區中庭，正中建物為圖書資訊大樓、右側建物為工學院機電大樓。

- 工學院位於理工大樓北側，毗鄰柴山、大學圖書館。東側另有材料、理工、電資3棟大樓。
- 工學院正對面為管理學院。

## 學術評價與特色
- 電機電子排名世界第101-150名。（英國QS世界大學排名）[3]
- 工程科技與電腦科學排名世界第101-150名、全臺第5名。（世界大學學術排名）[4]
- 工程科技排名世界第361名。（英國QS世界大學排名）[3]
- 教職員有25名國際學會會士[5]。

## 系所單位

### 學、碩、博士班
- 電機工程學系
- 機械與機電工程學系
- 資訊工程學系
- 材料與光電科學學系
- 光電工程學系

### 碩、博士班
- 環境工程研究所
- 通訊工程研究所

### 碩士學位學程
- 電機電力工程國際碩士學程

### 與理學院合辦
- 醫學科技研究所

## 研究中心
- 工程技術研究推展中心
- 電信研究發展中心

## 研究所
- 積體電路設計研究所：因應台灣積體電路製造（台積電）在高雄市楠梓區設廠，有多個相關廠商陸續進場投資，國立中山大學工學院電機工程學系為填補人才需求，在2024年成立“國立中山大學積體電路設計研究所”（又稱“IC設計研究所”），初期規劃以全英文授課及招收15名學生，希望能加強人才培育和吸引人才。[6]

## 出版物
- 工程技術研究推展中心季報

## 外部連結
- 國立中山大學工學院